# Kino Nova
Kino Nova es un canal de televisión privado de Bulgaria, perteneciente a Nova Broadcasting Group. Se trata de un canal que emite cine.

## Historia
El canal inició emisiones como Diema 2 el 11 de agosto de 2003, emitiendo eventos deportivos. Posteriormente, la programación deportiva fue transferida a Nova Sport.
El 12 de septiembre de 2011, el canal pasó a llamarse Kino Nova, pasando a ser un canal exclusivamente de cine.
En 2013, se lanzó la campaña interactiva Великият понеделник, en la que los espectadores podían elegir qué película ver el lunes por la noche en Kino Nova. En 2014, el canal recibió el premio Effie.
El canal emite anualmente un mes temático llamado Треска за Оскари, recogiendo una selección de títulos de películas relacionados con los Premios Óscar.